# Topla
Topla (Servisch cyrillisch Топла) is een plaats in de Servische gemeente Bor. De plaats telt 100 inwoners (2002).